# Фюнтв
Фюнтв (Фюнть, Финтф, Финфу, Фюнф) (адыг. Фынтф) — река в России, протекает по территории Майкопского района Адыгеи. На реке Фюнтв расположена станица Севастопольская, при впадении её в Белую — станица Абадзехская.
Устье реки находится в 148 км от устья реки Белой по правому берегу. Длина реки — 19 км, площадь водосборного бассейна — 98,8 км².
Имеет правый приток — реку Вонючка.
адыг. Фынтф переводится как «шелуха от просо».

## Данные водного реестра
По данным государственного водного реестра России относится к Кубанскому бассейновому округу, водохозяйственный участок реки — Белая. Речной бассейн реки — Кубань.
Код объекта в государственном водном реестре — 06020001112108100004588.